# Megalodontes flabellicornis
Megalodontes flabellicornis is een vliesvleugelig insect uit de familie van de Megalodontesidae. De wetenschappelijke naam van de soort is voor het eerst geldig gepubliceerd in 1825 door Germar.